# Diakonie Střední Čechy
Diakonie ČCE – středisko Střední Čechy je jedním ze středisek Diakonie Českobratrské církve evangelické. Vzniklo v roce 2015 sloučením původních tří středisek v Čáslavi, Libici nad Cidlinou a Vlašimi. Své sídlo má v Kolíně. Poskytuje služby pro seniory, lidi s postižením a pro lidi se sociálním znevýhodněním.

## Historie
Až do roku 2015 fungovala na území Středních Čech tři samostatná střediska Diakonie - v Čáslavi, v Libici nad Cidlinou a ve Vlašimi. V roce 2016 přibylo další pracoviště v Kostelci nad Černými lesy.

### Čáslav

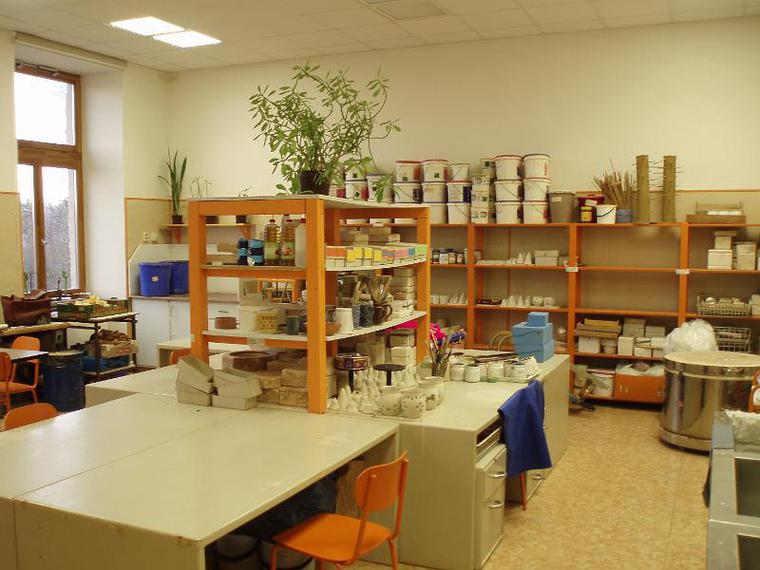
keramická dílna, Čáslav

Počátky diakonie v Čáslavi spadají do druhé poloviny 19. století, kdy byl založen dobročinný spolek Marta, který se staral o chudé. V roce 1913 založili manželé Kozákovi ještě sirotčinec Husův azyl. Během totalitních režimů byla činnost organizací přerušena a v Čáslavi byla obnovena až v roce 1991, kdy v budově bývalého učitelského ústavu vznikla Diakonie ČCE – středisko Marta. Středisko se od začátku věnovalo pomoci dětem s mentálním a kombinovaným postižením. V roce 1993 vznikla jako součást střediska speciální mateřská, zvláštní a pomocná škola pro žáky s více vadami. Ve středisku mimo školu fungoval také denní stacionář a keramická dílna. V souvislosti se změnou legislativy došlo v roce 2003 k rozdělení organizace na Diakonii ČCE - středisko v Čáslavi a Základní školu speciální a praktickou Diakonie ČCE Čáslav. V rekonstruovaném poschodí budovy byl vybudován týdenní stacionář, později přibyly i další služby – sociálně terapeutické dílny, občanská poradna nebo pro veřejnost sloužící bezbariérová zahrada s čajovnou a kavárnou.

### Kostelec nad Černými lesy
Budova kostelecké Diakonie byla postavena v roce 1910, aby sloužila potřebným lidem. Byla využívána ale i k rekreačním účelům (v letech 1913 – 1914 zde pobýval i budoucí prezident T.G. Masaryk). Od roku 1914 začala budova pod názvem „Dům odpočinku českých a evangelických diakonek“ sloužit pro staré sestry diakonky. Po válce byla budova církvi zkonfiskována a navrácena byla až v rámci restitucí v roce 2015. K 1.1.2016 se původní domov pro seniory stal součástí Diakonie ČCE – středisko Střední Čechy.

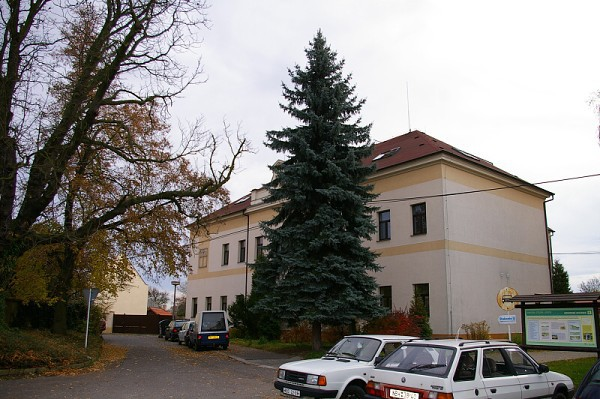
Evangelický domov, Libice nad Cidlinou

### Libice nad Cidlinou
Středisko v Libici nad Cidlinou vzniklo v roce 1989, kdy získal farní sbor ČCE od obce budovu bývalé základní školy. Od roku 1991 začalo středisko vystupovat se samostatnou právní subjektivitou a poskytovalo první sociální službu – pečovatelskou službu. Během nutných oprav budovy mělo středisko zázemí na farním úřadě a v bývalém zdravotním středisku. V roce 1996 byl slavnostně otevřen již zrekonstruovaný Evangelický domov. V jeho prostorách se poskytovaly pobytové služby pro seniory a pro osoby se zdravotním postižením, později přibyl i denní stacionář pro seniory. V roce 2001 bylo v nedalekých Sánech otevřeno chráněné bydlení pro lidi s psychiatrickým onemocněním. Ve stejném roce se středisko stalo také kontaktním místem České alzheimerovské společnosti a v souvislosti s tím byl otevřen stacionář (později chráněné bydlení) pro lidi s Alzheimerovou chorobou, nejprve v Pátku a poté i v Opolanech. Od roku 2006, na základě žádosti ústředí Diakonie ČCE, začalo středisko provozovat centrum denních služeb pro lidi s mentálníma kombinovaným postižením. Služba byla později převedena pod Diakonii Čáslav.

### Vlašim

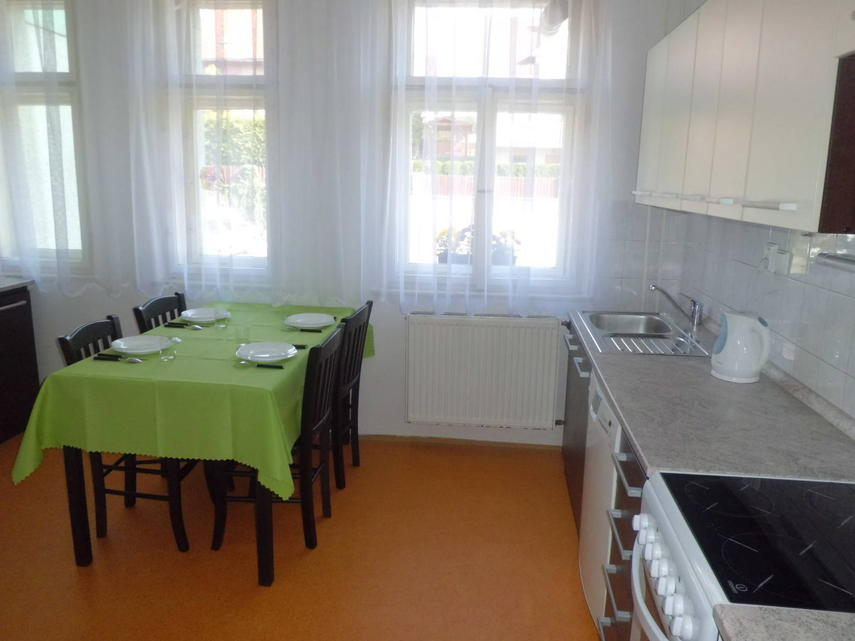
Azylový dům pro matky s dětmi, Vlašim

Historie vlašimské Diakonie začala v roce 1992, kdy členové sboru ČCE v Benešově založili občanské sdružení Exodus. To mělo za cíl pomáhat mladým lidem, kteří se dostali do nepříznivých situací. Sdružení původně sídlilo ve Šmahově vile v Lidické ulici ve Vlašimi, v roce 2000 se přestěhovalo do objektu v Benešovské ulici, kde současná Diakonie sídlí doposud. Po jednání mezi občanským sdružením a Diakonií ČCE zřídil benešovský sbor v roce 2005 ve Vlašimi samostatné středisko Diakonie, které převzalo v roce 2006 do správy budovu i veškerou práci sdružení. Do roku 2013 zde provozovala Diakonie dům na půli cesty. V současné době poskytuje sociálně aktivizační služby pro rodiny s dětmi a azylový dům pro matky s dětmi.

## Poskytované služby
V roce 2018 poskytovalo středisko celkem 12 druhů sociálních a veřejně prospěšných služeb, a to:
Pro seniory
- Domov pro seniory (Libice nad Cidlinou, Kostelec nad Černými lesy)
- Domov se zvláštním režimem (Pátek, Opolany)
- Pečovatelská služba (Kostelec nad Černými lesy)

Pro lidi s postižením
- Denní stacionář (Čáslav)
- Sociální rehabilitace (Čáslav)
- Odlehčovací služby (Čáslav)
- Domov pro osoby se zdravotním postižením (Čáslav)
- Sociálně terapeutická dílna (Čáslav, Kolín)

Pro rodiny s dětmi
- Azylový dům pro matky s dětmi
- Sociálně aktivizační služby pro rodiny s dětmi

Odborné poradenství
- Občanská poradna (Čáslav, Kolín, Benešov, Votice)

Ostatní
- Kavárna a zahrada (Čáslav, Kolín)

## Galerie

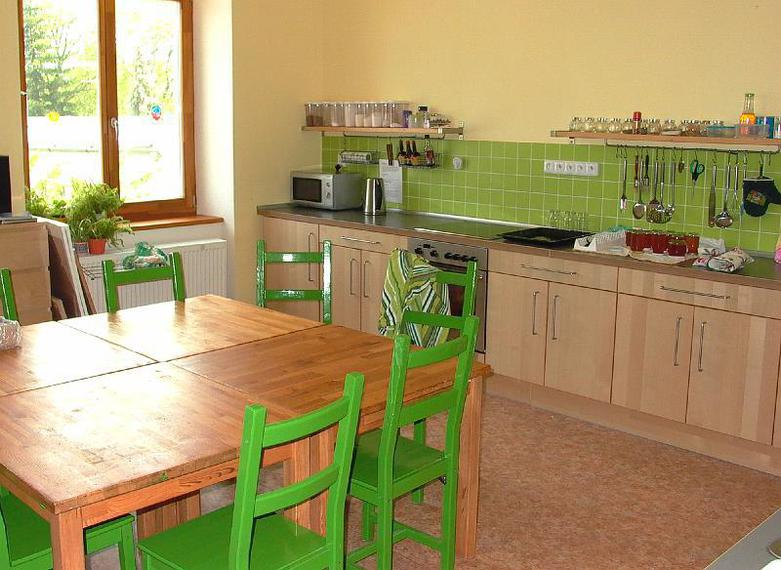
Centrum denních služeb, Čáslav
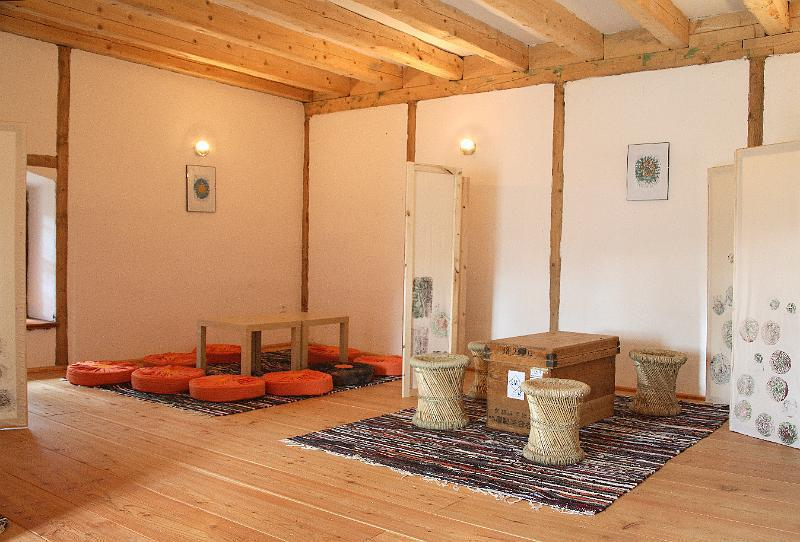
Čajovna, Čáslav
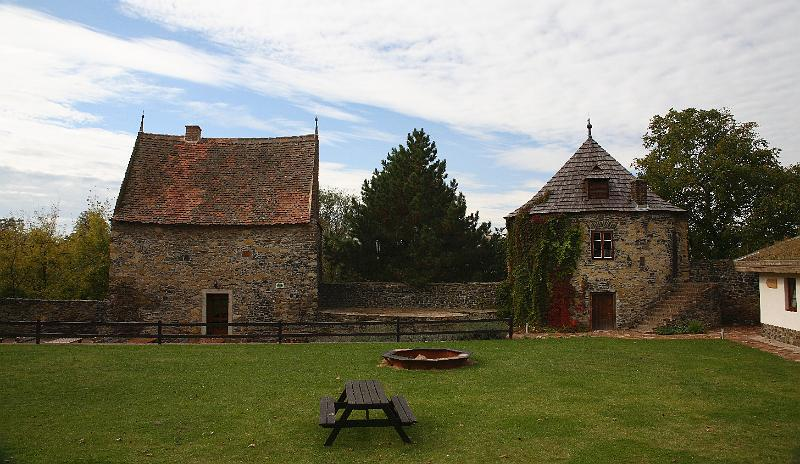
Zahrada Diakonie, Čáslav
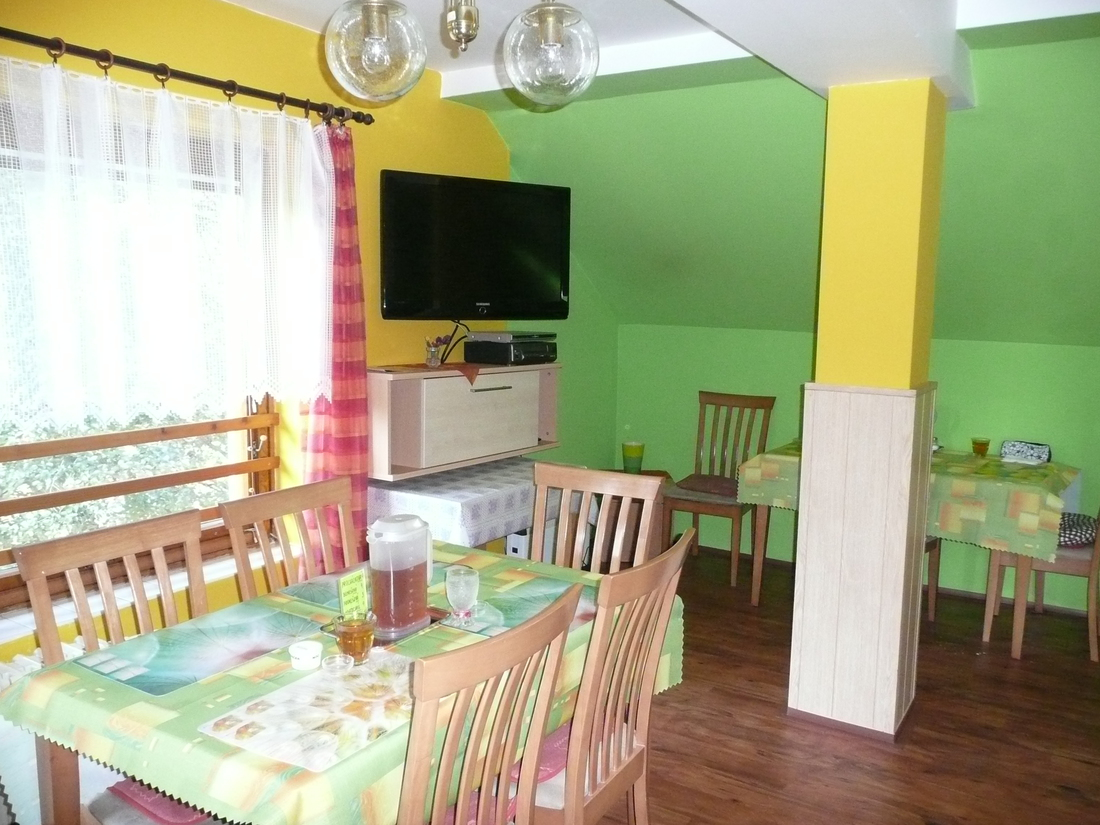
Domov pro seniory, Kostelec nad Černými lesy
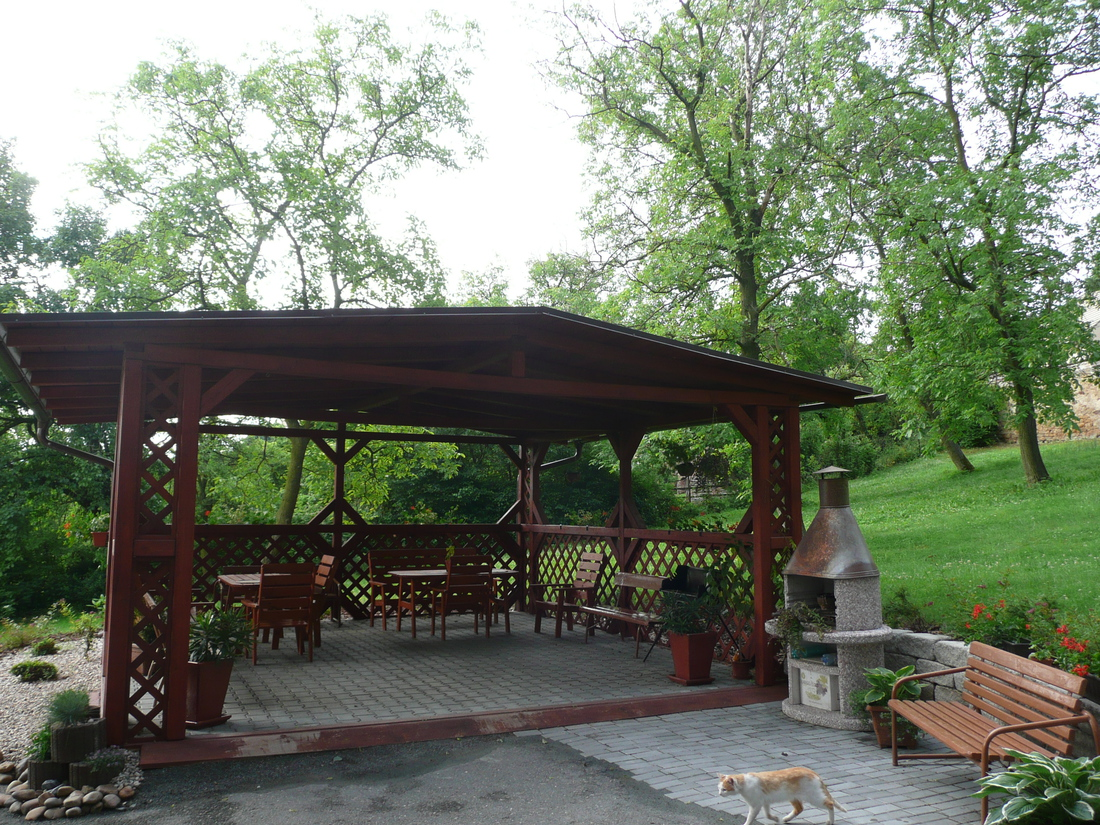
Domov pro seniory, Kostelec nad Černými lesy
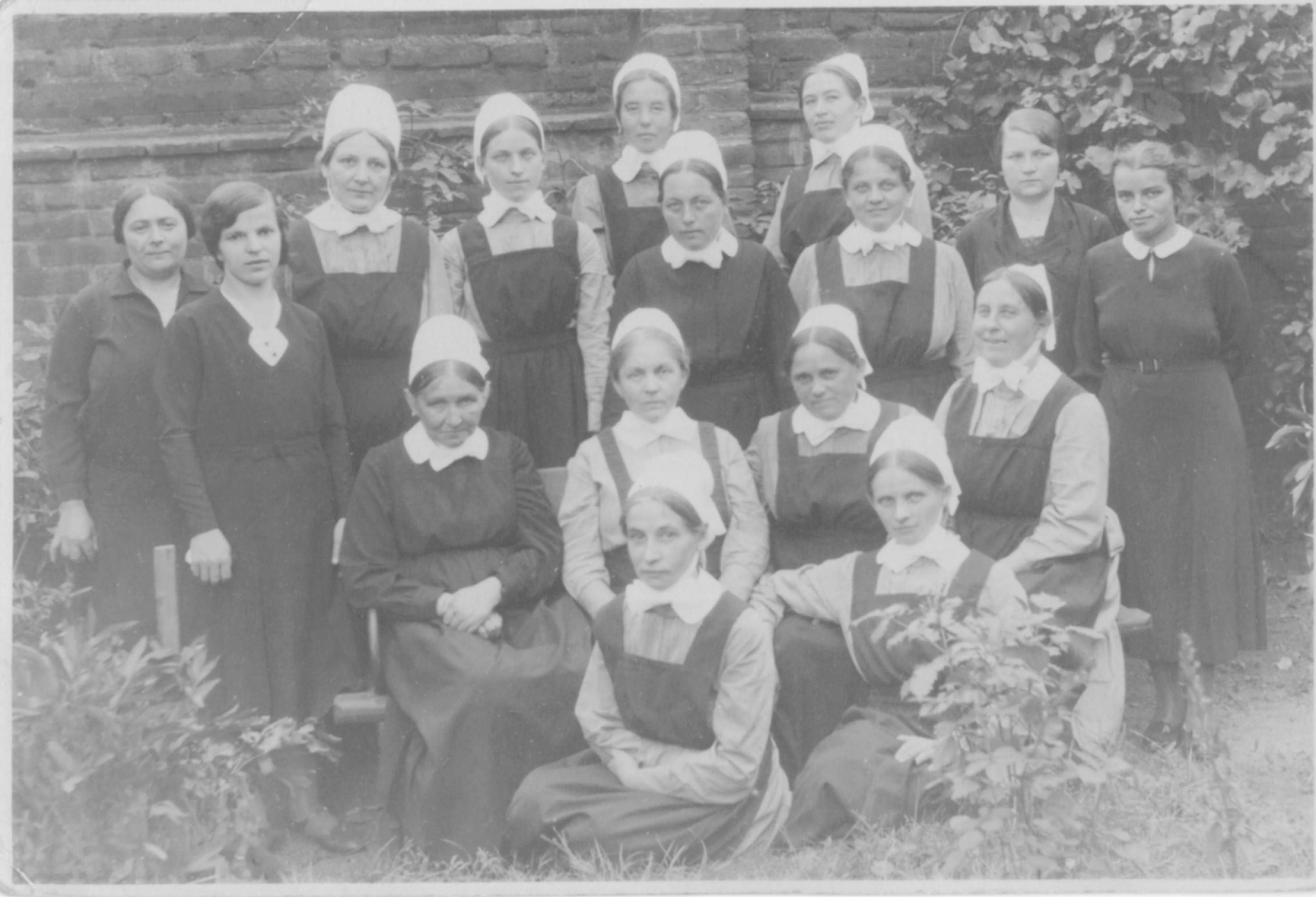
Sestry diakonky v Kostelci nad Černými lesy
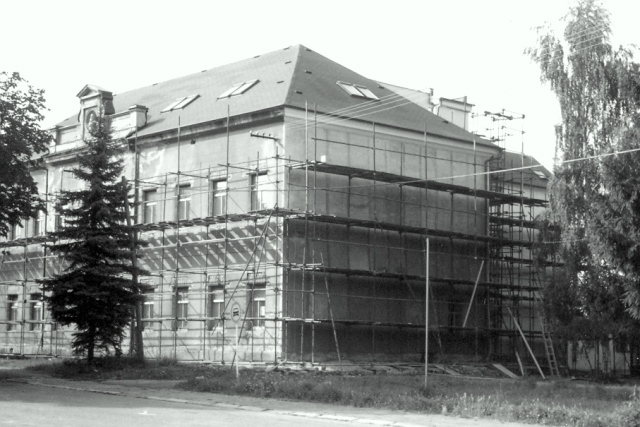
Rekonstrukce Evangelického domova, Libice nad Cidlinou
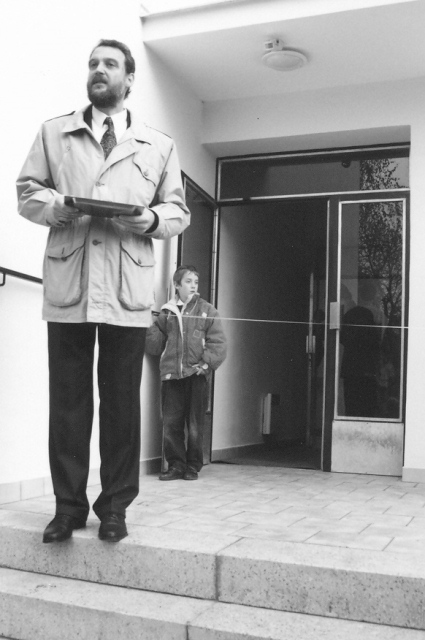
Otevření Evangelického domova, Libice nad Cidlinou
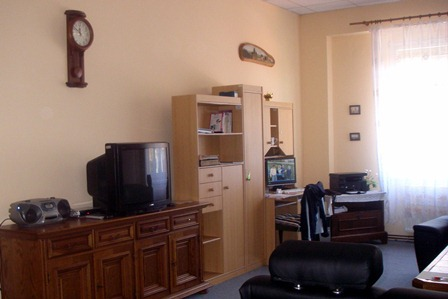
Domov se zvláštním režimem, Pátek
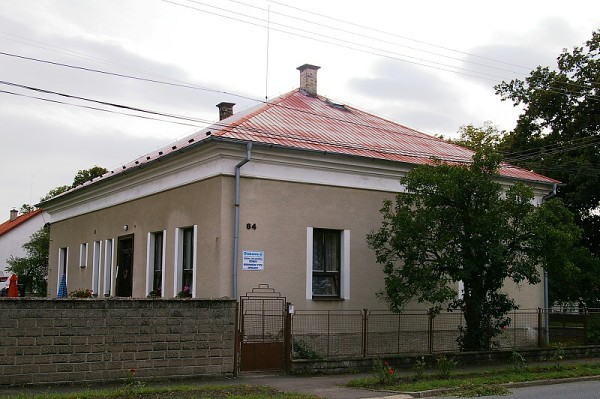
Domov se zvláštním režimem, Opolany